# Girolamo Maria Gotti

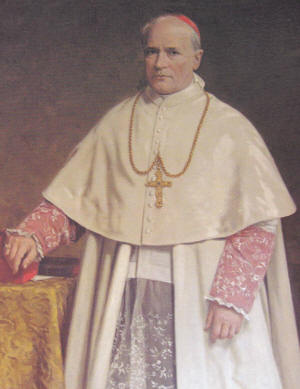
Kardinal Girolamo Maria Gotti

Girolamo Maria Kardinal Gotti OCD, geboren als Antonio Giovanni Benedetto Gotti (* 29. März 1834 in Genua; † 16. März 1916 in Rom) war ein italienischer Ordensgeistlicher und Kurienkardinal der römisch-katholischen Kirche. 

## Leben
Gotti trat 1849 dem Orden der Unbeschuhten Karmeliten bei und erhielt am 20. Dezember 1856 die Priesterweihe. Als theologischer Berater seines Ordensgenerals Domenico di San Giuseppe nahm er am Ersten Vatikanischen Konzil teil.
Papst Leo XIII. ernannte ihn 1892 zum Titularerzbischof von Petra in Aegypto. Die Bischofsweihe spendete ihm der Bischof von Albano, Kardinal Lucido Maria Parocchi; Mitkonsekratoren waren die Kurienbischöfe Antonio Aiuti und Augusto Berlucca. Als Internuntius reiste Gotti im selben Jahr nach Brasilien. Leo XIII. nahm ihn am 29. November 1895 als Kardinaldiakon mit der Titeldiakonie Santa Maria della Scala in das Kardinalskollegium auf.
Von 1896 bis 1899 war Gotti Präfekt der Kongregation für den Ablass und die Reliquien, von 1899 bis 1902 Präfekt der Kongregation für die Bischöfe und das Ordensvolk, und von 1902 bis 1916 Präfekt der Propagandakongregation.
Girolamo Maria Gotti nahm an den Konklaven von 1903 und 1914 teil. Im Konklave von 1903 galt er als papabile.